# Patric Knowles
Patric Knowles, ursprungligen Reginald Lawrence Knowles, född 11 november 1911 i Horsforth i West Yorkshire i England, död 23 december 1995 i Woodland Hills, Kalifornien, var en brittisk skådespelare. Han medverkade i över 120 filmer och TV-serier åren 1935–1973. Han gjorde många filmer med Errol Flynn.

## Filmografi i urval
- 1936 – De tappra 600
- 1937 – Gentleman efter midnatt
- 1938 – Robin Hoods äventyr
- 1938 – En fästmö för mycket
- 1938 – Mellan två valser
- 1939 – Gäckande skuggan kommer tillbaka
- 1941 – Jag minns min gröna dal
- 1941 – Varulven
- 1946 – En brud i stövlar
- 1950 – Kvinnor bakom taggtråd
- 1958 – Min fantastiska tant